# Schnippelsuppe
Schnippelsuppe, auch Thüringer Schnippelsuppe ist eine deutsche Regionalsuppe aus Thüringen. Diese klare Gemüsesuppe wird aus Fleischbrühe mit kleingeschnittenen Kartoffeln, Kohlrabi, Möhren, Sellerie, Zwiebeln und Lauch gekocht, mit frischem Majoran und Petersilie gewürzt. Dann wird mit gewürfeltem gebräunten Magerspeck vollendet.